# Directiva de Servicios de Pago
La Directiva de Servicios de Pago Revisada (PSD2, Directiva (UE) 2015/2366, que reemplazó a la Directiva de Servicios del Pago (PSD), Directiva 2007/64/EC) es una Directiva de la UE, administrada por la Comisión europea (Directorado General de Mercado Interior) para regular servicios de pago y proveedores de servicio del pago de la Unión Europea (UE) y del Área Económica europea (EEA).
El propósito de la Directiva PSD era para la concurrencia y participación pan-Europea en la industria de pagos también de los no-bancos, y para proporcionar un campo de juego nivelado mediante la armonización la protección del consumidor y los derechos y obligaciones de los proveedores de pago y usuarios.
Los objetivos claves de la Directiva PSD2 son crear un mercado de pago europeo más integrado, haciendo los pagos más seguros y protegiendo a los consumidores.
En 2023 La Comisión propone modificar y modernizar la actual Directiva sobre servicios de pago (PSD2), que se convertirá en la PSD3, y establecer, además, un Reglamento sobre servicios de pago (PSR).